# Jin Xianglan
Jin Xianglan –en xinès, 金香蘭– (26 de desembre de 1972) és una esportista xinesa que va competir en judo, guanyadora d'una medalla d'or als Jocs Asiàtics de 1990 en la categoria de –61 kg.

## Palmarès internacional
| Jocs Asiàtics | Jocs Asiàtics             | Jocs Asiàtics | Jocs Asiàtics |
| Any           | Lloc                      | Medalla       | Categoria     |
| ------------- | ------------------------- | ------------- | ------------- |
| 1990          | Pequín ( R.P. de la Xina) | 1             | –61 kg        |